# Хаджи Бекташ Вели
Хаджи Бекташ Вели (? - 1270/1271) е суфист от Хорасан, епоним на суфийското братство Бекташи. „Хаджи“ е почетна титла на лице, направило поклонение в Мека (хадж), като бек + таш ( тур. "твърд, тежък камък"), а Вели значи на османотурски – "светец".

## Живот
Животът на Хаджи Бекташ е обвит в легенди. Основното съчинение за живота му е „Вилаетнаме” от Узун Фирдоуси, написано на османотурски език между 1481 и 1501 година. Съчинението възниква на основата на народните предания по времето, когато елементи от народния шиизъм, разпространен в Анадола, започват да проникват в братството на бекташите.
Според „Вилаетнаме“ Хаджи Бекташ е син на Сеид Мохамед ибн Муса, правнук на Муса ал-Казим (ум. 799), седмият от дванадесетте имами. Тъй като Хаджи Бекташ е живял през XIII век, такава връзка е невъзможна. Родословията в по-късните източници, запълващи очевидната хронологическа празнина, са съмнителни. Вероятно създаването им е продиктувано от желанието епонимът на номинално шиитското братство да има имамски произход.
Хаджи Бекташ, според „Вилаетнаме“, е роден в източноиранския град Нишапур, но независими източници, потвърждаващи това няма. Общата тенденция в османската агиографска литература в края на XV век е да се описват свещени персонажи, особено тези с черти на маламатия, като „светци от Хорасан“ (Хорасан ерлери). Въпреки това е много вероятно Хаджи Бекташ да е бил сред бежанците, търсещи убежище на запад в Анатолия от монголите, които нахлуват в Иран по време на Монголската империя.
Легендата разглежда Хаджи Бекташ като наместник (халиф) на Ахмед Ясауи († 1166 г.), епоним на братството Ясавия, широко разпространено сред тюркските номади в Централна Азия. Твърди се, че Ясауи го е изпратил в Анадола, за да насърчава братството. Всъщност Ахмед Ясауи умира много преди раждането на Хаджи Бекташ.
Сигурно е, че Хаджи Бекташ е пристигнал в Анадола през Наяф или Мека. Той става последовател на Баба Иляс ал-Хорасани, който живее в Амасия, чийто мюрид Баба Исхак води голямо въстание срещу властта на иконийския султан през 1239 г. Хаджи Бекташ и неговият брат Ментеш подкрепят речта на Баба Исхак в Сивас, откъдето го следват в Амасия, Кършехир и Кайсери. Оттам Ментеш се връща в Сивас, където е екзекутиран, а Бекташ решава да се установи близо до Кършехир, в село сега наречено Хаджибекташ. Там той прекарва остатъка от живота си, проповядвайки на малка група свои последователи. Въпреки това той насочва всички, които търсят подредено духовно образование, към наследничката си дъщеря Ана хатун (Хатун Ана) .
Датата на смъртта на Хаджи Бекташ е дадена на фронтописа на колекцията от негови трактати, съхранявана в библиотеката на Анкара като 669 г. по Хиджра (=1270-1271 г. сл. Хр.). Същата година е посочена в "Силсиланаме" на дервиша Мохамед Шукури, автор от началото на XX век. Друга възможна дата е 691 г. по Хиджра (= 1291-1292 г.) защото така е датирано вакъфското писмо, адресирано до Бекташ. Първата гробница над гроба му е построена от османския султан Мурад I (1359-1389).

## Дела и произведения
Записи на собствените му учения и вярвания се съдържат в „Макалат“, единственото произведение, надеждно приписвано на Бекташ. Книгата вероятно е написана за първи път на арабски въз основа на думите на Бекташ на турски език. Трактатът е запазен в арабска версия и в по-популярна турска версия, съставена от един от неговите последователи Саад ад-Дин. Макалат се фокусира върху четиричастната структура на религията (шериат, тарикат, мурафет, хакикат) и нейните проявления в материалния свят (четири елемента), човека (четири различни духовни типа) и свещената история (четирима праведни халифи). Твърдението на Бекташ, че човекът е създаден по образа на буквите, които образуват името на Мохамед, впоследствие допринася за влиянието на Хуруфите върху братството Бекташи.

## Хаджи Бекташ и еничарите
Според легендата Хаджи Бекташ е основател на еничарския корпус, на който той дава името и характерната прическа. Всъщност суфията от XIII век не е пряко свързан с еничарския корпус, организиран в средата на следващия век. В Хаджи Бекташ обаче еничарите виждат свой покровител. Корпусът на еничарите в османските хроники се нарича бекташийски корпус, а еничарите са членове на братството, като командирите на еничарите се наричат „ага бекташи“. Водачите (баба) на братството са символично записани в 94-та орта на еничарския корпус, като в историята на Османската империя някои от най-висшите ѝ служители строят сгради и чешми за патрона на еничарския корпус Хаджи Бекташ и правят дарения на братството Бекташи.